# Taillepied
Taillepied é uma comuna francesa na região administrativa da Normandia, no departamento Mancha. Estende-se por uma área de 2,17 km². Em 2010 a comuna tinha 19 habitantes (densidade: 8,8 hab./km²).